# アセトキシ基

アセトキシ基の構造を 青で示す。

アセトキシ基（アセトキシき、英: acetoxy group）は、CH3-C(=O)-O-という構造式で表される官能基。略称はAcOまたはOAcであり、優先IUPAC名はアセチルオキシ(acetyloxy)である。アセチル基CH3-C(=O)-とは酸素原子が1つ多い点で異なる。アセトキシという名称はアセチルオキシを短縮した名称である。

## 官能基性
合成経路におけるアルコール官能基の保護として使用されうるが、保護基自体はアセチル基と呼ばれる。

### アルコール保護
アルコールから分子にアセトキシ基を導入する（要するにアセチル化によるアルコールの保護）いくつかの選択肢がある:
- トリエチルアミンのような塩基の存在下での塩化アセチルなどのハロゲン化アセチル
- N-ヒドロキシコハク酸イミドなどの活性エステル型の酢酸。ただし、コストが高く難しいため良い方法ではない。
- 少量のDMAPを加えたピリジンなどの触媒を含む塩基の存在下での無水酢酸

アルコールは特に強い求核剤ではなく、存在するとき、アミンのようなより強い求核剤はアルコールよりも上記の試薬と反応する。

### アルコール脱保護
脱保護のために（アルコールの再生）
- 水性塩基 (pH >9)
- 水性酸 (pH <2)、加熱する必要がある可能性がある。
- メタノール中のナトリウムメトキシド（英語版）などの無水塩基。カルボン酸のメチルエステルも分子内に存在する場合、水性塩基のように加水分解しないため非常に有用である（エチルエステルを含むエタノール中のエトキシドにも同じことが当てはまる）。